# Hugo González Peña
Hugo González Peña (Madrid, 5 de febrero de 2006) es un jugador de baloncesto español que pertenece a la plantilla de los Boston Celtics de la NBA. Con 1,98 metros de estatura juega en la posición de escolta.

## Trayectoria deportiva

### Primeros años
Nació en Madrid se formó en el CB San Agustín de Guadalix. En 2015, con apenas 9 años, ingresó en la cantera del Real Madrid para jugar en el equipo infantil "B".
Hugo iría quemando etapas en el conjunto blanco hasta formar parte del equipo júnior y del filial de Liga EBA en las temporadas 2022-23 y 2023-24.
El 2 de octubre de 2022, hizo su debut profesional en Liga ACB frente al Monbus Obradoiro en una victoria por 93 a 79 en la segunda jornada de la competición. Estuvo en pista 3:08 minutos y aportó 4 puntos sin fallo y 5 de valoración en la victoria ante los gallegos. Con 16 años, 7 meses y 27 días es el cuarto madridista más joven en jugar en la ACB.

### NBA
El 25 de junio de 2025 fue elegido en la vigésimo octava posición del Draft de la NBA por los Boston Celtics. Disputó las Ligas de Verano de la NBA. En su partido de debut consiguió 12 puntos, 4 rebotes, 5 asistencias y 2 tapones ante Memphis Grizzlies.

### Selección nacional
En julio de 2022, formó parte del equipo júnior que disputó Mundial Sub-17 de 2022 disputado en Málaga, en el que la selección logró la medalla de plata al perder la final contra Estados Unidos por 67 a 79.
El 30 de julio de 2023 consiguió la plata en el Europeo Sub-18 celebrado en la ciudad de Niš (Serbia), perdiendo la final ante el equipo serbio.
El 20 de febrero de 2025 hizo su debut oficial con la selección absoluta.

## Estadísticas

### Liga ACB
Temporada regular
| Temporada | Equipo      | PJ | MPP  | %T2   | %3P  | %TL   | RPP | ROP | APP | ROB | TPP | PPP | VAL |
| --------- | ----------- | -- | ---- | ----- | ---- | ----- | --- | --- | --- | --- | --- | --- | --- |
| 2022-2023 | Real Madrid | 4  | 1.8  | 100.0 | -    | 100.0 | 0.0 | 0.0 | 0.0 | 0.0 | 0.0 | 1.5 | 2.0 |
| 2023-2024 | Real Madrid | 10 | 5.7  | 71.4  | 33.3 | 91.7  | 0.8 | 0.1 | 0.3 | 0.2 | 0.0 | 3.0 | 2.9 |
| 2024-2025 | Real Madrid | 29 | 14.2 | 56.5  | 27.1 | 77.3  | 2.5 | 0.8 | 0.9 | 0.5 | 0.3 | 5.2 | 5.2 |

Play-offs
| Temporada | Equipo      | PJ | MPP | %T2  | %3P  | %TL  | RPP | ROP | APP | ROB | TPP | PPP | VAL |
| --------- | ----------- | -- | --- | ---- | ---- | ---- | --- | --- | --- | --- | --- | --- | --- |
| 2024-2025 | Real Madrid | 7  | 8.7 | 42.9 | 12.5 | 66.7 | 1.1 | 0.3 | 0.1 | 0.1 | 0.4 | 1.6 | 0.0 |

### Euroliga
Temporada regular
| Temporada | Equipo      | PJ | MPP | %T2   | %3P | %TL   | RPP | ROP | APP | ROB | TPP | PPP | VAL  |
| --------- | ----------- | -- | --- | ----- | --- | ----- | --- | --- | --- | --- | --- | --- | ---- |
| 2023-2024 | Real Madrid | 6  | 4.4 | 100.0 | 0.0 | 100.0 | 0.2 | 0.0 | 0.3 | 0.0 | 0.0 | 0.7 | -0.3 |